# 凱里奧河
凱里奧河（Kerio River）是非洲的河流，位於肯雅裂谷省，發源自赤道附近，然後向北流，最終流入圖爾卡納湖。凱里奧河是該國最長的河流之一。